# Burgundi grófok listája

A Burgund Szabadgrófság címere a 13. századig

A burgund grófság és később Franche-Comte címere a 13. századtól

Ez a lista tartalmazza a Burgund Szabadgrófság (ma: Franche-Comté) középkori uralkodóinak nevét. A grófság 867–1678 között létezett, de önállóságát már korábban, a 14. század folyamán elvesztette. Az első, kifejezetten burgundi grófnak Ottó-Vilmos grófot tartjuk, aki 995-ben lett a Burgund(i) Grófság grófja.

## Ivreai-ház(995-1184)
| Kép | Név                      | Születési dátum | Halálozási dátum     | Uralkodott | Kapcsolata az elődjével                                                                                                   |
| --- | ------------------------ | --------------- | -------------------- | --- | --- |
|     | Ottó-Vilmos              | 962             | 1026. szeptember 21. | 995 - 1026. szeptember 21. | I. Adalbert itáliai királynak (II. Adalbertnek, Ivrea őrgrófjának) fia, a grófságot anyjától, Chalon-i Gerbergától kapta. |
|     | I. Rajnáld               | 986             | 1057. szeptember 3.  | 1026. szeptember 21. - 1057. szeptember 3.                                                                                          | fia |
|     | I. Nagy Vilmos           | 1024            | 1087. november 12.   | 1057. szeptember 3. - 1087. november 12.                                                                                            | fia |
|     | II. Rajnáld              | 1056 decembere  | 1097                 | 1087. november 12. - 1097 | fia |
|     | II. Német Vilmos         | 1061            | 1125. január 3.      | 1097 - 1125. január | fia |
|     | III. Gyermek Vilmos      | 1110            | 1127. március 1.     | 1125. január - 1127. március 1. | fia |
|     | I. Meggondolatlan István | 1057            | 1102. május 27.      | 1097 - 1102. május 27; címzetes burgundi gróf                                                                                       | III. Vilmos apai ágú nagyapjának, II. Rajnáld grófnak az öccse                                                            |
|     | III. Rajnáld             | 1093            | 1148. január 22.     | 1102. május 27. - 1148. január 22.                                                                                                  | fia |
|     | I. Beatrix               | 1143            | 1184. november 15.   | 1148. január 22. - 1184. november 15. (1157-ig IV. Vilmosnak, Mâcon és Auxonne grófjának (I. István gróf fiának) a gyámsága alatt.) | lánya |

## Hohenstaufen-ház(1156-1231)
| Kép | Név         | Születési dátum        | Halálozási dátum | Uralkodott                          | Kapcsolata az elődjével                                                                     |
| --- | ----------- | ---------------------- | ---------------- | ----------------------------------- | ------------------------------------------------------------------------------------------- |
|     | I. Frigyes  | 1122 decembere         | 1190. június 10. | 1156. június 9. - 1190. június 10.  | első felesége (I. Beatrix grófnő) jogán társuralkodó, majd később halála után egyeduralkodó |
|     | I. Ottó     | 1170. június v. július | 1200. január 13. | 1190. június 10. - 1200. január 13. | fia                                                                                         |
|     | I. Johanna  | 1191                   | 1205             | 1200. január 13. - 1205             | lánya                                                                                       |
|     | II. Beatrix | 1192                   | 1231. május 7.   | 1205 - 1231. május 7.               | nővére                                                                                      |

## Andechs-Merániai-ház(1208-1279)
| Kép | Név             | Születési dátum | Halálozási dátum | Uralkodott                          | Kapcsolata az elődjével         |
| --- | --------------- | --------------- | ---------------- | ----------------------------------- | ------------------------------- |
|     | II. Ottó        | 1180            | 1234. május 7.   | 1208. június 21. - 1234. május 7.   | II. Beatrix férje, társuralkodó |
|     | III. Ottó       | 1226            | 1248. június 19. | 1231. május 7. - 1248. június 19.   | fia                             |
|     | Adelheid (Alix) | 1209            | 1279. március 8. | 1248. június 19. - 1279. március 8. | nővére                          |

## Ivreai-ház Chalon-i ág(1248-1266)
| Kép | Név | Születési dátum | Halálozási dátum   | Uralkodott                            | Kapcsolata az elődjével                         |
| --- | --- | --------------- | ------------------ | ------------------------------------- | ----------------------------------------------- |
|     | I. Hugó (IV. Vilmosnak, Mâcon és Auxonne grófjának (I. István gróf fiának) az ükunokája (férfi ágú, folyamatos leszármazással); I. Hugó gróf az Ivreai-ház Chalon-i ágából származott.) | 1220            | 1266. november 12. | 1248. június 19. - 1266. november 12. | Adelheid (Alix) grófnő első férje, társuralkodó |

## Savoyai-ház(1267-1279)
| Kép | Név      | Születési dátum | Halálozási dátum    | Uralkodott                          | Kapcsolata az elődjével                            |
| --- | -------- | --------------- | ------------------- | ----------------------------------- | -------------------------------------------------- |
|     | I. Fülöp | 1207            | 1285. augusztus 16. | 1267. június 11. - 1279. március 8. | Adelheid (Alix) grófnő második férje, társuralkodó |

## Ivreai-ház Chalon-i ág(1279-1330)
| Kép | Név         | Születési dátum  | Halálozási dátum  | Uralkodott                                                                         | Kapcsolata az elődjével                    |
| --- | ----------- | ---------------- | ----------------- | ---------------------------------------------------------------------------------- | ------------------------------------------ |
|     | IV. Ottó    | 1248             | 1303. március 26. | 1279. március 8. - 1303. március 26.                                               | I. Hugó gróf és Adelheid (Alix) grófné fia |
|     | Róbert      | 1300             | 1315              | 1303. március 26. - 1315. (Az édesanyja, Matild artois-i grófnő régenssége alatt.) | fia                                        |
|     | II. Johanna | 1292. január 15. | 1330. január 21.  | 1315 - 1330. január 21.                                                            | nővére                                     |

## Capeting-ház(1315-1347)
| Kép | Név              | Születési dátum | Halálozási dátum    | Uralkodott                             | Kapcsolata az elődjével         |
| --- | ---------------- | --------------- | ------------------- | -------------------------------------- | ------------------------------- |
|     | II. Hosszú Fülöp | 1292            | 1322. január 3.     | 1315 - 1322. január 3.                 | II. Johanna férje, társuralkodó |
|     | III. Johanna     | 1308. május 2.  | 1347. augusztus 15. | 1330. január 21. - 1347. augusztus 15. | lánya                           |

## Capeting-Burgundiai-ház (1330-1361)
| Kép | Név                  | Születési dátum | Halálozási dátum   | Uralkodott                             | Kapcsolata az elődjével          |
| --- | -------------------- | --------------- | ------------------ | -------------------------------------- | -------------------------------- |
|     | I. Odó (Eudes)       | 1295            | 1350. április 3.   | 1330. - 1347.                          | III. Johanna férje, társuralkodó |
|     | III. Rouvres-i Fülöp | 1346            | 1361. november 21. | 1347. augusztus 15. 1361. november 21. | unokája                          |

## Capeting-ház(1361-1382)
| Kép | Név       | Születési dátum | Halálozási dátum | Uralkodott                         | Kapcsolata az elődjével                                                     |
| --- | --------- | --------------- | ---------------- | ---------------------------------- | --------------------------------------------------------------------------- |
|     | I. Margit | 1310            | 1382. május 9.   | 1361. november 1. - 1382. május 9. | III. (Rouvres-i) Fülöp apai ágú nagyanyjának, III. Johanna grófnőnek a húga |

## Dampierre-ház (1382-1405)
| Kép | Név             | Születési dátum   | Halálozási dátum  | Uralkodott                           | Kapcsolata az elődjével |
| --- | --------------- | ----------------- | ----------------- | ------------------------------------ | ----------------------- |
|     | I. Mâle-i Lajos | 1330. október 25. | 1384. január 30.  | 1382. május 9. - 1384. január 30.    | I. Margit grófnő fia    |
|     | II. Margit      | 1350. április 13. | 1405. március 16. | 1384. január 30. - 1405. március 16. | lánya                   |

## Valois-Burgundiai-ház (1384-1482)
| Kép | Név                      | Születési dátum    | Halálozási dátum     | Uralkodott                               | Kapcsolata az elődjével                       |
| --- | ------------------------ | ------------------ | -------------------- | ---------------------------------------- | --------------------------------------------- |
|     | IV. Merész Fülöp         | 1342. január 15.   | 1404. április 27.    | 1384. január 30. - 1404. április 27.     | II. Margit grófnő második férje, társuralkodó |
|     | I. Rettenthetetlen János | 1371. május 28.    | 1419. szeptember 10. | 1405. március 16. - 1419. szeptember 10. | fia                                           |
|     | V. Jó Fülöp              | 1396. július 31.   | 1467. június 15.     | 1419. szeptember 10. - 1467. június 15.  | fia                                           |
|     | I. Merész Károly         | 1433. november 10. | 1477. január 5.      | 1467. június 15. - 1477. január 5.       | fia                                           |
|     | I. Mária                 | 1457. február 13.  | 1482. március 27.    | 1477. január 5. - 1482. március 27.      | lánya                                         |

## Habsburg-ház(1477-1678)
| Kép    | Név                    | Születési dátum     | Halálozási dátum                                      | Uralkodott                                | Kapcsolata az elődjével                                   |
| ------ | ---------------------- | ------------------- | ----------------------------------------------------- | ----------------------------------------- | --------------------------------------------------------- |
|        | I. Miksa               | 1459. március 22.   | 1519. január 12.                                      | 1477. - 1482.                             | Első felesége, I. Mária grófnő férje, társuralkodó        |
|        | VI. Szép Fülöp         | 1478. július 22.    | 1506. szeptember 25.                                  | 1482. március 27. - 1506. szeptember 25.  | fia                                                       |
|        | II. Károly             | 1500. február 24.   | 1558. szeptember 21.                                  | 1506. szeptember 25. - 1556. január 16.   | fia                                                       |
|        | VII. Fülöp             | 1527. május 21.     | 1598. szeptember 13.                                  | 1556. január 16. - 1598. szeptember 13.   | fia                                                       |
|        | Izabella Klára Eugénia | 1566. augusztus 12. | 1633. december 1.                                     | 1598. szeptember 13. - 1621. július 13.   | lánya                                                     |
| Albert | 1559. november 15.     | 1621. július 13.    | Izabella Klára Eugénia főhercegnő férje, társuralkodó | 1598. szeptember 13. - 1621. július 13.   |                                                           |
|        | VIII. Fülöp            | 1605. április 8.    | 1665. szeptember 17.                                  | 1621. július 13. - 1665. szeptember 17.   | Izabella Klára Eugénia főhercegnő - apai ágú - unokaöccse |
|        | III. Károly            | 1661. november 6.   | 1700. november 1.                                     | 1665. szeptember 17. 1678. szeptember 19. | fia                                                       |

1678-ban a nijmegeni szerződés értelmében a Habsburg-ház spanyol királyi ága által birtokolt Burgundi Grófságot a Német-római Birodalomtól Franciaországhoz csatolták.

## Külső hivatkozások
- LES FAMILLES NOBLES DU ROYAUME, DU DUCHÉ ET DU COMTÉ DE BOURGOGNE ET DE FRANCHE-COMTÉ - 2013. 05. 24.